# Pamela Pancis
Pamela Pancis, née le 3 septembre 1976 à Salzbourg, est une joueuse professionnelle de squash représentant l'Autriche. Elle atteint en mars 2005 la 148e place mondiale sur le circuit international, son meilleur classement.
Elle est championne d'Autriche à 16 reprises entre 1989 et 2006, avant de voir Birgit Coufal lui succéder avec 10 titres.

## Biographie
Sous la direction de son père Harry Pancis, lui-même champion d'Autriche en 1982, qu'elle commence à jouer au squash à l'âge de quatre ans. À l'âge de douze ans, elle est championne d'Autriche senior pour la première fois et remporte des succès notables dans des tournois internationaux de jeunes, notamment en remportant le British Junior Open, le plus important tournoi de jeunes au monde.
En Autriche, Pamela Pancis est sans rivales en simple féminin pendant de nombreuses années et a donc été autorisé à disputer le championnat masculin. Elle ne réussit jamais à percer vers le sommet du classement mondial, son meilleur classement étant la 148e place mondiale. Elle suit une formation d'entraîneur de fitness, dirige son propre centre de fitness à Hof bei Salzburg et travaille comme entraîneur de fitness au Holmes Place Center à Salzbourg. Après la naissance d'une fille, elle est toujours active dans le squash et le football autrichien.

## Palmarès

### Titres
- Championnats d'Autriche: 16 titres (1989-1990, 1992−2002, 2004−2006)